# Xã Linwood, Quận Anoka, Minnesota
Xã Linwood (tiếng Anh: Linwood Township) là một xã thuộc quận Anoka, tiểu bang Minnesota, Hoa Kỳ. Năm 2010, dân số của xã này là 5.123 người.